# Harald Weiland
Harald Weiland (* 11. Oktober 1948; † 16. Juni 2009 in Großrosseln) war ein deutscher Polizist und vom 3. November 1997 bis zum 31. Oktober 2008 Präsident des Landeskriminalamts Saarland.

## Karriere
Weiland trat im Oktober 1972 als Direkteinsteiger im mittleren Dienst im Dienstgrad eines Kriminaloberwachtmeisters in die saarländische Kriminalpolizei ein. Nach Abschluss seiner theoretischen und praktischen Ausbildung war er Sachbearbeiter im Kommissariat für Tötungs-, Sexual-, Brand- und Waffendelikte. Von 1976 bis 1977 absolvierte Weiland die Ausbildung
zum gehobenen Kriminaldienst. Im Anschluss daran war er Abwesenheitsvertreter auf dem Kriminalkommissariat im Saarbrücker Stadtteil Burbach. Nach einer Verwendung im Stab begann Weiland im September 1985 die Ausbildung zum höheren Polizeivollzugsdienst an der Polizeiführungsakademie (jetzt Deutsche Hochschule der Polizei) in Münster-Hiltrup.
Nach seiner Ernennung zum Kriminalrat wurde er Sachgebietsleiter, bevor er als Referent ins Innenministerium wechselte. 1991 wurde er Leiter des Stabsbereiches des Kriminalpolizeiamtes. Bereits ein Jahr später wurde er zum Ständigen Vertreter des Leiters des LKA ernannt. Am 3. November 1997 wurde Weiland Präsident des Landeskriminalamtes Saarland.
Er wurde am 31. Oktober 2008 von Innenminister Klaus Meiser nach 36 Jahren kriminalpolizeilicher Tätigkeit im Rahmen eines Festaktes in den Ruhestand verabschiedet. Sein Nachfolger ist Kriminaldirektor Franz-Josef Biesel.
Weiland war verheiratet und hatte eine Tochter sowie zwei Enkelkinder.
Am 14. Dezember 2010 wurde Harald Weiland vom französischen Generalkonsul in Saarbrücken, Philippe Cerf, posthum der französische Nationalverdienstorden Ordre national du Mérite in der Stufe Chevalier verliehen. Mit dieser nur selten an ausländische Bürger vergebenen hohen Auszeichnung ehrte der französische Staat Weiland für seine Verdienste um die grenzüberschreitende Kriminalitätskontrolle der Polizei beider Staaten.